# Heinrich Zschokke
Johann Heinrich Daniel Zschokke (22. března 1771, Magdeburg, Prusko — 27. června 1848, Aarau, Švýcarsko) byl německo-švýcarský prozaik, dramatik, teolog, pedagog a úředník.

## Život
Byl synem zámožného soukeníka a po předčasné smrti svých rodičů byl vychováván strýcem. Vzděláván byl nejprve v místní klášterní škole a pak studoval ve svém rodišti na gymnáziu. Roku 1788 ve svých sedmnácti letech ze školy utekl a nějaký čas se potuloval s kočovnými herci jako jejich dramatik. Roku 1790 začal studovat na univerzitě ve Frankfurtu nad Odrou teologii, filosofii, dějiny a právo. Krátce působil jako farář v Magdeburgu, ale pak se vrátil do Frankfurtu nad Odrou a zde na univerzitě získal roku 1792 titul soukromého docenta („privatdozent“). V té době také roku 1793 napsal svůj loupežnický román Abällino, der grosse Bandit (Aballino, velký zbojník), který roku 1795 zdramatizoval a který jej proslavil.

Johann Heinrich Daniel Zschokke

Roku 1795 se vydal na vzdělávací cestu po Německu ,Švýcarsku, Francii a Itálii. Protože jej pruská vláda odmítla učinit řádným profesorem, usadil se pak roku 1796 ve Švýcarsku, kde řídil vzdělávací instituci na zámku Reichenau. Od roku 1798 působil v různých kantonech jako významný úředník švýcarské vlády a hodně se věnoval zájmům chudších vrstev komunity, vzdělávací problematice i reorganizaci lesnictví. Propagoval vytvoření občanské společnosti a v Aarau založil zedenáčkou lóži. Roku 1805 se oženil s dcerou švýcarského teologa Jakoba Nüsperliho Annou Elisabeth, se kterou měl jedenáct synů a jednu dceru. Z veřejného života odešel roku 1843. Zemřel ve svém venkovském domku Blumenhalde v Aarau, ve kterém žil s rodinou od roku 1818.
Jeho tvorba byla nejprve ovlivněna hrůzostrašnými a rytířskými tématy, na jejichž základě psal své lidové romány i dramata. V jeho následujících historických prózách se projevoval vliv Waltera Scotta. Později se v jeho díle projevily osvícenské tendence a úsilí o výchovné působení rozvinutím myšlenek edukačního reformátora Johanna Heinricha Pestalozziho. Byl také novinářem a redaktorem a jím vydávané časopisy měly politickou a kulturní váhu. V letech 1811–1827 vydával například měsíčník Erheiterungen, ve kterém otiskl většinu svých povídek. Je také autorem řady teologických, historických i odborných spisů. Byl jedním z nejčtenějších německých spisovatelů své doby.

## Výběrová bibliografie

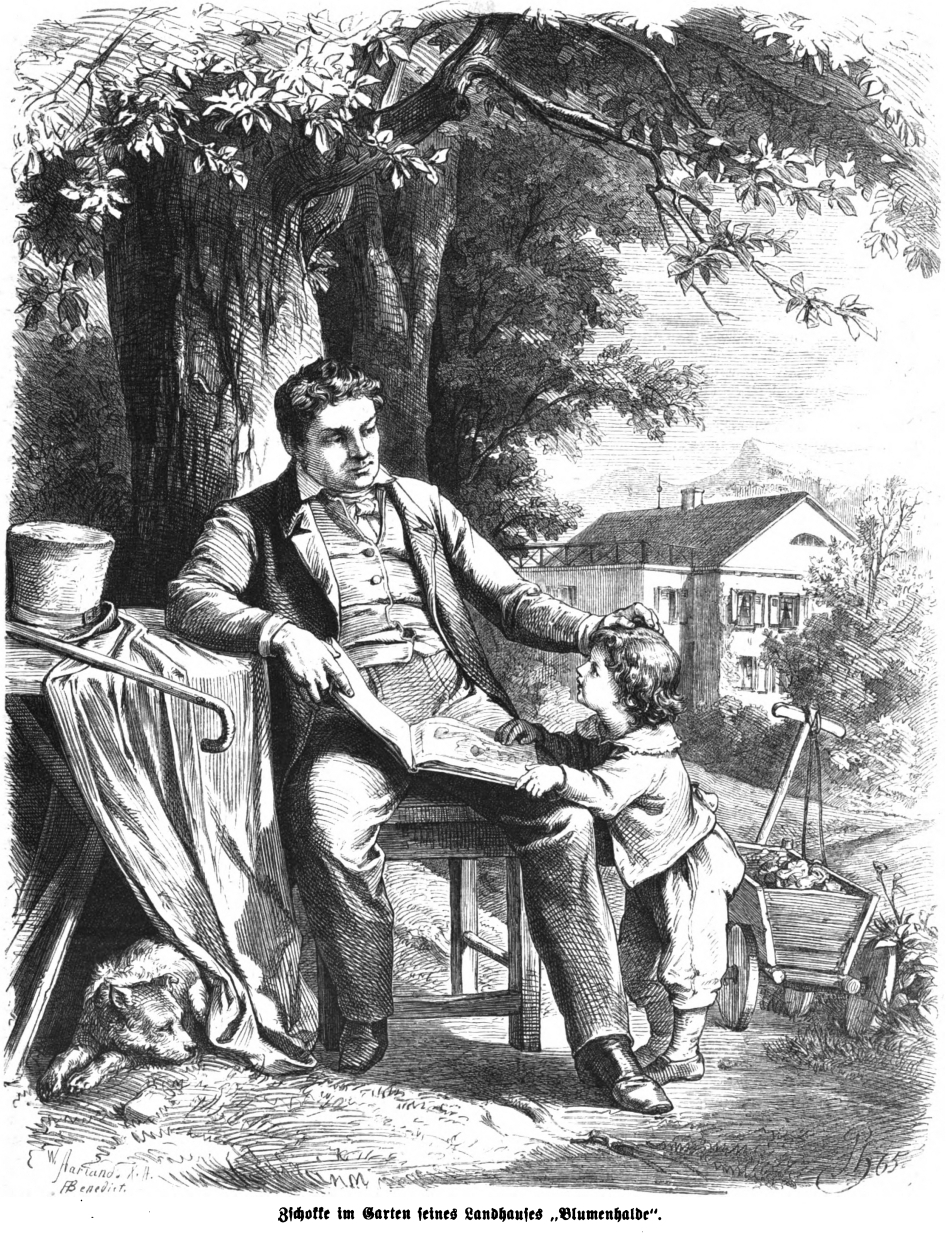
Johann Heinrich Daniel Zschokke

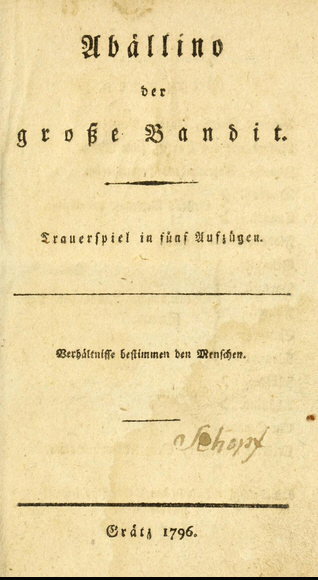
Abällino, der große Bandit, knižní vydání hry z roku 1796

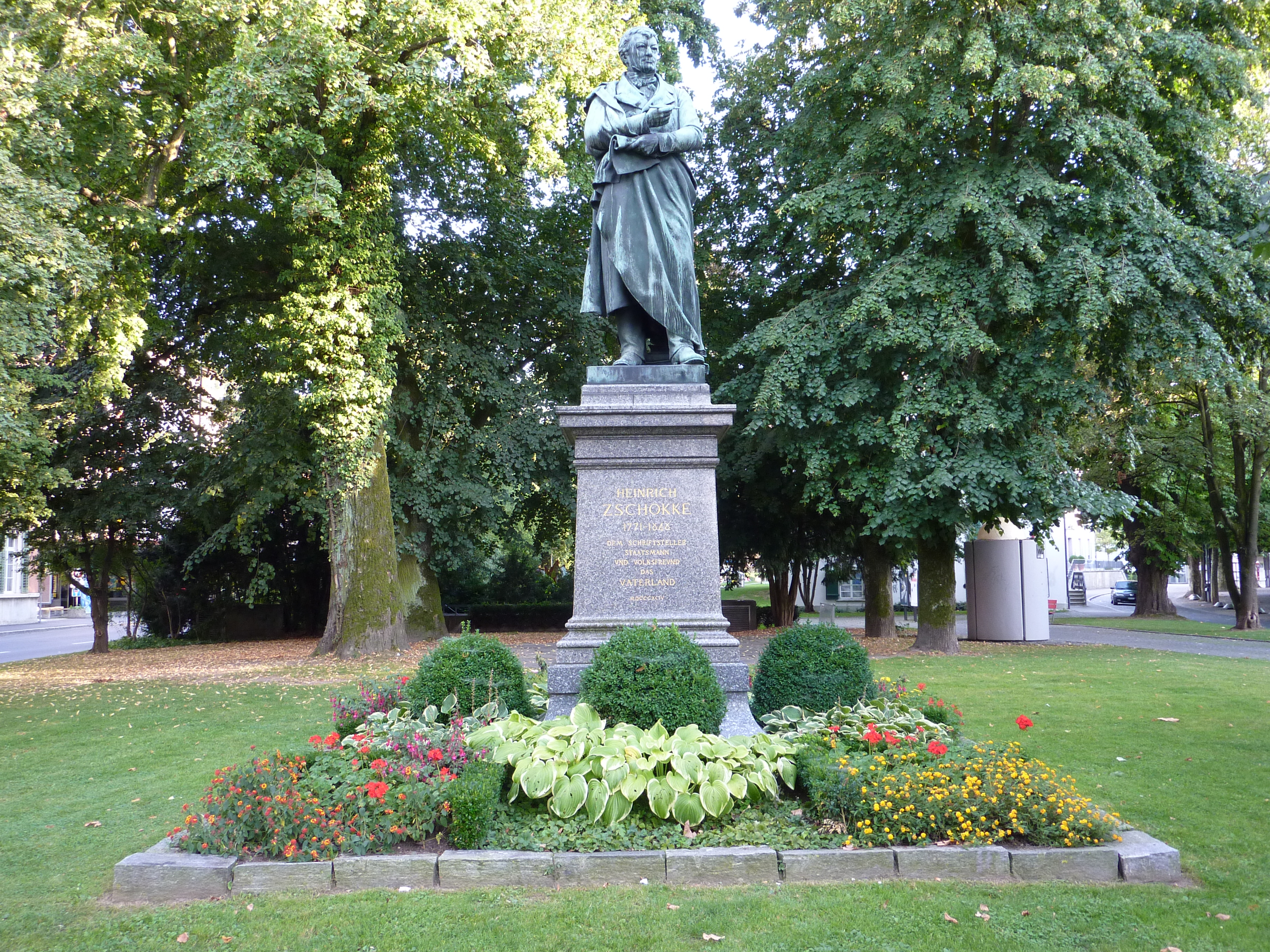
Zschokkeho pomník v Aarau

### Próza
- Geister und Geisterseher oder Leben und frühes Ende eines Nekromantisten (1789), strašídelná povídka.
- Abällino, der große Bandit (1793, Abelino, veliký zbojník), loupežnický román.
- Alamontade, der Galeerensklave (1803, Alamontade, galejník).
- Die Prinzessin von Wolfenbüttel (1804, Princezna z Wolfenbüttlu).
- Die kriegerischen Abenteuer eines Friedfertigen (1811, Válečná dobrodružství mírotvúrce).
- Die Walpurgisnacht (1812, Valpuržina noc).
- Der Zerbrochene Krug (1813, Rozbitý džbán),
- Das blaue Wunder (1813,Modrý zázrak).
- Hans Dampf in allen Gassen (1814, Všeuměl).
- Die Liebe der Ausgewanderten (1815, Láska vystěhovanců).
- Jonathan Frock (1816).
- Das Goldmacherdorf (1817, Vesnice zlatníků nebo Zlatá vesnice), česky jako Zlatodol, příběh, který ukazuje, jak chudobná a zanedbaná vesnice dosahuje prosperity spojením se zlatníky vytvořením spořitelního fondu.
- Abenteuer der Neujahrsnacht (1818, Dobrodružství Sylvestrovy noci).
- Das wirtshaus zu Cransac (1818, Hostinec v Kransaku).
- Der tote Gast (1821, Mrtvý host).
- Wer regiert denn? (1822, Kdo vlastně vládl?)
- Der Freihof von Aarau (1823–1824), román.
- Der Flüchtling im Jura (1824, Uprchlec v horách Jurských), román.
- Tantchen Rosmarin (1825, Tetinka Rosmarinová), humoreska.
- Der Millionär (1825, Milionář)
- Der Pascha von Buda (1825. Paša budínský),
- Florette, oder die erste Liebe Heinrichs IV (1825, Floretta aneb první láska JImdřicha IV.)
- Addrich im Moos (1826, Adrich), historický román-.
- Der Creole (1830, Kreol).
- Die Brannteweinpest (1837).
- Die Rose von Disentis (1844, Růže z Disentisu), román.
- Meister Jordan (1845, Mistr Jordan).
- Lyonel Harlington (1847).
- Die Brautwerbung (Námluvy)
- Der Abend vor der Hochzeit (Večer před svatbou)
- Die weiblichen Stufenjahre, česky jako Mocnost času).

### Knižní soubory
- Historische Denkwürdigkeiten der helvetischen Staatsumwälzung (1803–1805).
- Erheiterungen (1811-1828, Humoresky).
- Bilder aus der Schweiz (1824–1825, Obrázky ze Švýcarska).
- Ausgewählte Schriften (1825–1829, Vybrané spisy).
- Ausgewählte historische Schriften (1830, Vybrané historické spisy).
- Novellen und Dichtungen (1830, Novely a básně).

### Divadelní hry
- Graf Monaldeschi (1790), tragédie.
- Charlotte Corday (1794), tragédie.
- Abällino, der große Bandit (1795, Abelino, veliký zbojník), divadelní hra, dramatizace stejnojmenného románu.
- Der Freiheitsbaum (1795), komedie.
- Julius von Sassen (1796), tragédie.
- Die Zauberin Sidonia (1799, Krásná Sidonie).
- Hippolyt und Roswida (1803).
- Die eiserne Larve (1804, Železná maska), tragédie..
- Der Marschall von Sachsen (1804).

### Historická díla
- Die drey ewigen Bünde im hohen Rhätien (1798).
- Geschichte vom Kampf und Untergang der schweizerischen Bergkantone (1801).
- Historische Denkwürdigkeiten der helvetischen Staatsumwälzung (1803.)
- Der Baierische Geschichte (1813-1818, Dějiny Bavorska), šest dílů.
- Geschichte des Freystaats der drey Bünde im hohen Rhätien (1817), přepracované vydání spisu Die drey ewigen Bünde im hohen Rhätien.
- Des Schweizerlands Geschichten für das Schweizervolk (1822).
- Ausgewählte Historische Schriften (1830).

## Ostatní
- Meine Wallfahrt nach Paris (1796-1797, Moje pouť do Paříže), cestopis, dva díly.
- Die Alpenwälder (1804, Alpské lesy), odborná publikace pro přírodovědce a lesníky.
- Stunden der Andacht zur Beförderung wahren Christenthums (1809-1814, Hodiny oddanosti pro podporu pravého křesťanství), česky jako Křesťana Poklad domácí.
- Lebensgeschichtliche Umrisse (1825), autobiografie.
- Die Allmacht Gottes in den Werken der Natur (1840, Všemocnost Boha v dílech přírody).
- Eine Selbstschau (1842), autobiografie.

## Adaptace

### Hudba
- Die Prinzessin von Wolfenbüttel (1828, Princezna z Wolfenbüttlu), opera českého skladatele Jana Křtitelw Václava Kalivody.[4]
- Der tote Gast (1865, Mrtvý host), opereta rakouského skladatele Carla Millöckera, libreto Ludwig Harisch.
- Floretta (1899), opera britského skladatele Harryho Farjeona, libreto Eleanor Farjeonová.[5]

### Televize
- Jungfer Miras Mirakel (1986), německý (NDR) televizní film podle povídky Das blaue Wunder režie Udo Witte.
- Die kriegerischen Abenteuer eines Friedfertigen (1991), německý televizní film, režie Peter Hill.

## Česká vydání
- Abelino, veliký zbojník, Praha: Josef Jan Vetrl z Wildenbrunu 1816, překlad divadelní hry.
- Zlatodol, aneb Zpustlá wesnice, Praha: Martin Neureuter 1830, přeložil František Jan Svoboda, znovu Praha: Fr. A. Urbánek 1875.
- Námluvy, Praha: Knížecí arcibiskupská knihtiskárna, nákladem Václava Špinky 1835, přeložil Václav Filípek, znovu Praha: I.L. Kober, 1888
- Ovoce dobročinnosti, Praha a Hradec Králové: Jan Hostivít Pospíšil 1835, přeložil Jan Nepomuk Vávra-Lomnický.
- Mrtvý host, Praha a Hradec Králové: Jan Hostivít Pospíšil 1837, přeložil Frantiček Břetislav Trojan.
- Tetinka Rosmarinová, Praha: Knížecí arcibiskupská knihtiskárna, nákladem Václava Špinky 1838, přeložil Václav Klement Püner.
- Láska vystěhovanců, Praha: Václav Špinka 1840, přeložil Václav Filípek, znovu Praha: I.L. Kober 1885.
- Kořaleční mor aneb Kratochvilné poučení, proč a jak se člověk pití kořalkyvwarovati má, Praha: Jan Spurný 1840, druhé opracené a rozmnožené vydání spisku vyšlého roku 1838 pod názven Poučení o pití kořalky, přeložil Jan Evangelista Krbec.
- Večer před svatbou, Praha: Jan Hostivít Pospíšil 1842.
- Uprchlec v horách Jurských, Praha: Jan Hostivít Pospíšil 1847, přeložil František Josef Sudík pod pseudonymem Vlastimila Růžičkowá.
- Pěkná uhlířka, Litomyšl: František Berger 1847
- Mistr Jordan, anebo, Řemeslo zlaté dno, Praha: Karel Wilím Medau 1847, přeložil Jaroslav Pospíšil.
- Malé příčiny, Praha: Jaroslav Pospíšil 1849, přeložil Jan Nepomuk Vávra-Lomnický.
- Roztlučený džbán, Praha: Jaroslav Pospíšil 1850, přeložil Jan Nepomuk Vávra-Lomnický.
- Křesťana Poklad domácí, Praha: Josef Procházka 1851.
- Princezna z Wolfenbüttlu, Praha: Synové Bohumila Haase 1852, přeložil Josef Václav Šesták.
- Kdo vlastně vládl?, Praha: Jaroslav Pospíšil 1853.
- Milionář, Praha: Jaroslav Pospíšil 1861.
- Dobrodružství Sylvestrovy noci, Praha: Jaroslav Pospíšil 1861.
- Tajemná vidění, Praha: Jaroslav Pospíšil 1862, přeložil Emil Herrmann.
- Paša Budínský, Praha: Jaroslav Pospíšil 1863, přeložil Emil Herrmann.
- Panovníkův pohled, Praha: Jaroslav Pospíšil 1863, přeložil Jan Nepomuk Vávra-Lomnický.
- Jonatan Frok, Praha: Jaroslav Pospíšil 1863, přeložil František Alois Hora.
- Strážmistr; Hostinec v Kransaku, Praha: Jaroslav Pospíšil 1864, přeložil Emil Herrmann.
- Mocnost času; Fizole, Praha: Jaroslav Pospíšil 1864, přeložil Antonín Nekvasil.
- Kreol; Adrich, Praha: Jaroslav Pospíšil 1864, přeložil Emil Herrmann.
- Tetinka Rosmarinová, Chrudim: Stanislav Pospíšil 1865, přeložil E. H. Sokolský.
- Krásná Sidonie, Praha: Mikuláše & Knapp 1873, upravený překlad Jana Nepomuka Štěpánka, znovu Praha: M. Knapp [1912].
- Novelly humoristické, Praha: Karel Bellmann 1881, přeložil Antonín Vend. Novák.
- Mrtvý host, Brno: Tiskem a nákladem V. Burkarta 1909, přeložil Č. Kalandra.